# لیگ ملت‌های اروپا ۲۳–۲۰۲۲
لیگ ملت‌های اروپا ۲۳–۲۰۲۲ (2022–23 UEFA Nations League) سومین فصل از مسابقات لیگ ملت‌های اروپا می‌باشد که بین ۵۵ تیم از یوفا برگزار می‌گردد. این رقابت با قهرمانی تیم ملی فوتبال اسپانیا اتمام رسید.
فرانسه مدافع عنوان قهرمانی در این رقابت‌ها بود.

## قالب مسابقات
مسابقات از ژوئن تا سپتامبر ۲۰۲۲ (مرحله اول)، ژوئن ۲۰۲۳ (فینال لیگ ملت‌ها) و مارس ۲۰۲۴ (بازی‌های حذفی) برگزار خواهد شد. ۵۵ تیم ملی یوفا به چهار لیگ تقسیم شدند که لیگ‌های A , B، C هر کدام ۱۶ تیم داشتند و به چهار گروه چهار تیمی تقسیم شدند. لیگ D شامل ۷ تیم بود که به دو گروه تقسیم شدند،روسیه به دلیل جنگ اوکراین از این مسابقات محروم شد یکی شامل چهار تیم و دیگری شامل سه تیم بود. تیم‌ها بر اساس رنکینگ کلی لیگ ملت‌های یوفا در فصل ۲۰۱۸–۱۹ گروه‌بندی شدند. در لیگ A چهار تیم اول چهار گروه به فینال لیگ ملت‌ها راه یافتند که در قالب حذفی شامل نیمه نهایی، مقام سومی و فینال برگزار می‌شود. بازی‌های نیمه نهایی با قرعه کشی مشخص می‌شوند. ,وی ای آر (VAR) در فینال لیگ ملت‌ها مورد استفاده قرار خواهد گرفت. تیم‌ها همچنین برای صعود و سقوط به لیگ بالاتر یا پایین رقابت می‌کنند. در لیگ‌های B و C و D، تیم‌های اول هر گروه به لیگ بالاتر صعود کردند، در حالی که تیم‌های آخر هر گروه در لیگ‌های A و B سقوط کردند. از آنجایی که لیگ C چهار گروه داشت ولی لیگ D تنها دو گروه داشت، دو تیم لیگ C که باید سقوط کنند توسط پلی آف مشخص می‌شود.

## سید بندی

نقشه نشان دهنده تقسیمات هر تیم ملی که در مسابقات شرکت خواهند کرد.
تیم‌های حاضر در لیگ A
تیم‌های حاضر در لیگ B
تیم‌های حاضر در لیگ C
تیم‌های حاضر در لیگ D

| سید | تیم       | نتیجه | رنکینگ |
| --- | --------- | ----- | ------ |
| ۱   | فرانسه    |       | ۱      |
| ۱   | اسپانیا   |       | ۲      |
| ۱   | ایتالیا   |       | ۳      |
| ۱   | بلژیک     |       | ۴      |
| ۲   | پرتغال    |       | ۵      |
| ۲   | هلند      |       | ۶      |
| ۲   | دانمارک   |       | ۷      |
| ۲   | آلمان     |       | ۸      |
| ۳   | انگلیس    |       | ۹      |
| ۳   | لهستان    |       | ۱۰     |
| ۳   | سوئیس     |       | ۱۱     |
| ۳   | کرواسی    |       | ۱۲     |
| ۴   | ولز       |       | ۱۳     |
| ۴   | اتریش     |       | ۱۴     |
| ۴   | جمهوری چک |       | ۱۵     |
| ۴   | مجارستان  |       | ۱۶     |

### لیگ B
| سید | تیم           | نتیجه | رنکینگ |
| --- | ------------- | ----- | ------ |
| ۱   | اوکراین       | Fall  | ۱۷     |
| ۱   | سوئد          | Fall  | ۱۸     |
| ۱   | بوسنی هرزگوین | Fall  | ۱۹     |
| ۱   | ایسلند        | Fall  | ۲۰     |
| ۲   | فنلاند        |       | ۲۱     |
| ۲   | نروژ          |       | ۲۲     |
| ۲   | اسکاتلند      |       | ۲۳     |
| ۲   | روسیه         |       | ۲۴     |
| ۳   | اسرائیل       |       | ۲۵     |
| ۳   | رومانی        |       | ۲۶     |
| ۳   | صربستان       |       | ۲۷     |
| ۳   | جمهوری ایرلند |       | ۲۸     |
| ۴   | اسلوونی       |       | ۲۹     |
| ۴   | مونته نگرو    |       | ۳۰     |
| ۴   | آلبانی        |       | ۳۱     |
| ۴   | ارمنستان      |       | ۳۲     |

### لیگ C
| سید | تیم           | نتیجه | رنکینگ |
| --- | ------------- | ----- | ------ |
| ۱   | ترکیه         | Fall  | ۳۳     |
| ۱   | اسلواکی       | Fall  | ۳۴     |
| ۱   | بلغارستان     | Fall  | ۳۵     |
| ۱   | ایرلند شمالی  | Fall  | ۳۶     |
| ۲   | یونان         |       | ۳۷     |
| ۲   | بلاروس        |       | ۳۸     |
| ۲   | لوکزامبورگ    |       | ۳۹     |
| ۲   | مقدونیه شمالی |       | ۴۰     |
| ۳   | لیتوانی       |       | ۴۱     |
| ۳   | گرجستان       |       | ۴۲     |
| ۳   | آذربایجان     |       | ۴۳     |
| ۳   | کوزوو         |       | ۴۴     |
| ۴   | قزاقستان      |       | ۴۵     |
| ۴   | قبرس          |       | ۴۶     |
| ۴   | جبل‌الطارق     |       | ۴۷     |
| ۴   | جزایر فارو    |       | ۴۸     |

### لیگ D
| سید | تیم         | نتیجه | رنکینگ |
| --- | ----------- | ----- | ------ |
| ۱   | استونی      | Fall  | ۴۹     |
| ۱   | مولداوی     | Fall  | ۵۰     |
| ۱   | لیختن‌اشتاین |       | ۵۱     |
| ۱   | مالت        |       | ۵۲     |
| ۲   | لتونی       |       | ۵۳     |
| ۲   | سن مارینو   |       | ۵۴     |
| ۲   | اندورا      |       | ۵۵     |

## لیگ A

### گروه A
| رتبه | تیم     | بازی | برد | مساوی | باخت | گل زده | گل خورده | تفاضل گل | امتیاز | نتیجه                            |
| ---- | ------- | ---- | --- | ----- | ---- | ------ | -------- | -------- | ------ | -------------------------------- |
| ۱    | کرواسی  | ۶    | ۴   | ۱     | ۱    | ۸      | ۶        | ۲        | ۱۳     | راهیابی به نیمه نهایی لیگ ملت ها |
| ۲    | دانمارک | ۶    | ۴   | ۰     | ۲    | ۹      | ۵        | ۴        | ۱۲     |                                  |
| ۳    | فرانسه  | ۶    | ۱   | ۲     | ۳    | ۵      | ۷        | ۲-       | ۵      |                                  |
| ۴    | اتریش   | ۶    | ۱   | ۱     | ۴    | ۶      | ۱۰       | ۴-       | ۴      | سقوط به لیگ B                    |

### گروه B
| رتبه | تیم       | بازی | برد | مساوی | باخت | گل زده | گل خورده | تفاضل گل | امتیاز | نتیجه                            |
| ---- | --------- | ---- | --- | ----- | ---- | ------ | -------- | -------- | ------ | -------------------------------- |
| ۱    | اسپانیا   | ۶    | ۳   | ۲     | ۱    | ۸      | ۵        | ۳+       | ۱۱     | راهیابی به نیمه نهایی لیگ ملت ها |
| ۲    | پرتغال    | ۶    | ۳   | ۱     | ۲    | ۱۱     | ۳        | ۸        | ۱۰     |                                  |
| ۳    | سوئیس     | ۶    | ۳   | ۰     | ۳    | ۶      | ۹        | ۳-       | ۹      |                                  |
| ۴    | جمهوری چک | ۶    | ۱   | ۱     | ۴    | ۵      | ۱۳       | ۸-       | ۴      | سقوط به لیگ B                    |

### گروه C
| رتبه | تیم      | بازی | برد | مساوی | باخت | گل زده | گل خورده | تفاضل گل | امتیاز | نتیجه                            |
| ---- | -------- | ---- | --- | ----- | ---- | ------ | -------- | -------- | ------ | -------------------------------- |
| ۱    | ایتالیا  | ۶    | ۳   | ۲     | ۱    | ۸      | ۷        | ۱        | ۱۱     | راهیابی به نیمه نهایی لیگ ملت ها |
| ۲    | مجارستان | ۶    | ۳   | ۱     | ۲    | ۸      | ۵        | ۳        | ۱۰     |                                  |
| ۳    | آلمان    | ۶    | ۱   | ۴     | ۱    | ۱۱     | ۹        | ۲        | ۷      |                                  |
| ۴    | انگلیس   | ۶    | ۰   | ۳     | ۳    | ۴      | ۱۰       | ۶-       | ۳      | سقوط به لیگ B                    |

### گروه D
| رتبه | تیم    | بازی | برد | مساوی | باخت | گل زده | گل خورده | تفاضل گل | امتیاز | نتیجه                            |
| ---- | ------ | ---- | --- | ----- | ---- | ------ | -------- | -------- | ------ | -------------------------------- |
| ۱    | هلند   | ۶    | ۵   | ۱     | ۰    | ۱۴     | ۶        | ۸        | ۱۶     | راهیابی به نیمه نهایی لیگ ملت ها |
| ۲    | بلژیک  | ۶    | ۳   | ۱     | ۲    | ۱۱     | ۸        | ۳        | ۱۰     |                                  |
| ۳    | لهستان | ۶    | ۲   | ۱     | ۳    | ۶      | ۱۲       | ۶-       | ۷      |                                  |
| ۴    | ولز    | ۶    | ۰   | ۱     | ۵    | ۶      | ۱۱       | ۵-       | ۱      | سقوط به لیگ B                    |

## لیگ B

### گروه A
| رتبه | تیم           | بازی | برد | مساوی | باخت | گل زده | گل خورده | تفاضل گل | امتیاز | نتیجه         |
| ---- | ------------- | ---- | --- | ----- | ---- | ------ | -------- | -------- | ------ | ------------- |
| ۱    | اسکاتلند      | ۶    | ۴   | ۱     | ۱    | ۱۱     | ۵        | ۶        | ۱۳     | صعود به لیگ A |
| ۲    | اوکراین       | ۶    | ۳   | ۲     | ۱    | ۱۰     | ۴        | ۶        | ۱۱     |               |
| ۳    | جمهوری ایرلند | ۶    | ۲   | ۱     | ۳    | ۸      | ۷        | ۱        | ۷      |               |
| ۴    | ارمنستان      | ۶    | ۱   | ۰     | ۵    | ۴      | ۱۷       | ۱۳-      | ۳      | سقوط به لیگ C |

### گروه B
| رتبه | تیم     | بازی | برد | مساوی | باخت | گل زده | گل خورده | تفاضل گل | امتیاز | نتیجه                        |
| ---- | ------- | ---- | --- | ----- | ---- | ------ | -------- | -------- | ------ | ---------------------------- |
| ۱    | اسرائیل | ۴    | ۲   | ۲     | ۰    | ۸      | ۶        | ۲        | ۸      | صعود به لیگ A                |
| ۲    | ایسلند  | ۴    | ۰   | ۴     | ۰    | ۶      | ۶        | ۰        | ۴      |                              |
| ۳    | آلبانی  | ۴    | ۰   | ۲     | ۲    | ۴      | ۶        | ۲-       | ۲      |                              |
| ۴    | روسیه   | ۰    | ۰   | ۰     | ۰    | ۰      | ۰        | ۰        | ۰      | رد صلاحیت شده؛ سقوط به لیگ C |

### گروه C
| رتبه | تیم        | بازی | برد | مساوی | باخت | گل زده | گل خورده | تفاضل گل | امتیاز | نتیجه         |
| ---- | ---------- | ---- | --- | ----- | ---- | ------ | -------- | -------- | ------ | ------------- |
| ۱    | بوسنی      | ۶    | ۳   | ۲     | ۱    | ۸      | ۸        | ۰        | ۱۱     | صعود به لیگ A |
| ۲    | فنلاند     | ۶    | ۲   | ۲     | ۲    | ۸      | ۶        | ۲        | ۸      |               |
| ۳    | مونته نگرو | ۶    | ۲   | ۱     | ۳    | ۶      | ۶        | ۰        | ۷      |               |
| ۴    | رومانی     | ۶    | ۲   | ۱     | ۳    | ۶      | ۸        | ۲-       | ۷      | سقوط به لیگ C |

### گروه D
| رتبه | تیم     | بازی | برد | مساوی | باخت | گل زده | گل خورده | تفاضل گل | امتیاز | نتیجه         |
| ---- | ------- | ---- | --- | ----- | ---- | ------ | -------- | -------- | ------ | ------------- |
| ۱    | صربستان | ۶    | ۴   | ۱     | ۱    | ۱۳     | ۵        | ۸        | ۱۳     | صعود به لیگ A |
| ۲    | نروژ    | ۶    | ۳   | ۱     | ۲    | ۷      | ۷        | ۰        | ۱۰     |               |
| ۳    | اسلوونی | ۶    | ۱   | ۳     | ۲    | ۶      | ۱۰       | ۴-       | ۶      |               |
| ۴    | سوئد    | ۶    | ۱   | ۱     | ۴    | ۷      | ۱۱       | ۴-       | ۴      | سقوط به لیگ C |

## لیگ C

### گروه A
| رتبه | تیم        | بازی | برد | مساوی | باخت | گل زده | گل خورده | تفاضل گل | امتیاز | نتیجه         |
| ---- | ---------- | ---- | --- | ----- | ---- | ------ | -------- | -------- | ------ | ------------- |
| ۱    | ترکیه      | ۶    | ۴   | ۱     | ۱    | ۱۸     | ۵        | ۱۳+      | ۱۳     | صعود به لیگ B |
| ۲    | لوکزامبورگ | ۶    | ۳   | ۲     | ۱    | ۹      | ۷        | ۲+       | ۱۱     |               |
| ۳    | جزایر فارو | ۶    | ۲   | ۲     | ۲    | ۷      | ۱۰       | ۳–       | ۸      |               |
| ۴    | لیتوانی    | ۶    | ۰   | ۱     | ۵    | ۲      | ۱۴       | ۱۲–      | ۱      | سقوط به لیگ D |

### گروه B
| رتبه | تیم          | بازی | برد | مساوی | باخت | گل زده | گل خورده | تفاضل گل | امتیاز | نتیجه         |
| ---- | ------------ | ---- | --- | ----- | ---- | ------ | -------- | -------- | ------ | ------------- |
| ۱    | یونان        | ۶    | ۵   | ۰     | ۱    | ۱۰     | ۲        | ۸+       | ۱۵     | صعود به لیگ B |
| ۲    | کوزوو        | ۶    | ۳   | ۰     | ۳    | ۱۱     | ۸        | ۳+       | ۹      |               |
| ۳    | ایرلند شمالی | ۶    | ۱   | ۲     | ۳    | ۷      | ۱۰       | ۳–       | ۵      |               |
| ۴    | قبرس         | ۶    | ۱   | ۲     | ۳    | ۴      | ۱۲       | ۸–       | ۵      | سقوط به لیگ D |

### گروه C
| رتبه | تیم       | بازی | برد | مساوی | باخت | گل زده | گل خورده | تفاضل گل | امتیاز | نتیجه         |
| ---- | --------- | ---- | --- | ----- | ---- | ------ | -------- | -------- | ------ | ------------- |
| ۱    | قزاقستان  | ۶    | ۴   | ۱     | ۱    | ۸      | ۶        | ۲+       | ۱۳     | صعود به لیگ B |
| ۲    | آذربایجان | ۶    | ۳   | ۱     | ۲    | ۷      | ۴        | ۳+       | ۱۰     |               |
| ۳    | اسلواکی   | ۶    | ۲   | ۱     | ۳    | ۵      | ۶        | ۱–       | ۷      |               |
| ۴    | بلاروس    | ۶    | ۰   | ۳     | ۳    | ۳      | ۷        | ۴–       | ۳      | سقوط به لیگ D |

### گروه D
| رتبه | تیم           | بازی | برد | مساوی | باخت | گل زده | گل خورده | تفاضل گل | امتیاز | نتیجه         |
| ---- | ------------- | ---- | --- | ----- | ---- | ------ | -------- | -------- | ------ | ------------- |
| ۱    | گرجستان       | ۶    | ۵   | ۱     | ۰    | ۱۶     | ۳        | ۱۳+      | ۱۶     | صعود به لیگ B |
| ۲    | بلغارستان     | ۶    | ۲   | ۳     | ۱    | ۱۰     | ۸        | ۲+       | ۹      |               |
| ۳    | مقدونیه شمالی | ۶    | ۲   | ۱     | ۳    | ۷      | ۷        | ۰        | ۷      |               |
| ۴    | جبل الطارق    | ۶    | ۰   | ۱     | ۵    | ۳      | ۱۸       | ۱۵–      | ۱      | سقوط به لیگ D |

## لیگ D

### گروه A
| رتبه | تیم         | بازی | برد | مساوی | باخت | گل زده | گل خورده | تفاضل گل | امتیاز | نتیجه         |
| ---- | ----------- | ---- | --- | ----- | ---- | ------ | -------- | -------- | ------ | ------------- |
| ۱    | لتونی       | ۶    | ۴   | ۱     | ۱    | ۱۲     | ۵        | ۷+       | ۱۳     | صعود به لیگ C |
| ۲    | مولداوی     | ۶    | ۴   | ۱     | ۱    | ۱۰     | ۶        | ۴+       | ۱۳     |               |
| ۳    | اندورا      | ۶    | ۲   | ۲     | ۲    | ۶      | ۷        | ۱–       | ۸      |               |
| ۴    | لیختن‌اشتاین | ۶    | ۰   | ۰     | ۶    | ۱      | ۱۱       | ۱۰–      | ۰      |               |

### گروه B
| رتبه | تیم       | بازی | برد | مساوی | باخت | گل زده | گل خورده | تفاضل گل | امتیاز | نتیجه         |
| ---- | --------- | ---- | --- | ----- | ---- | ------ | -------- | -------- | ------ | ------------- |
| ۱    | استونی    | ۴    | ۴   | ۰     | ۰    | ۱۰     | ۲        | ۸+       | ۱۲     | صعود به لیگ C |
| ۲    | مالت      | ۴    | ۲   | ۰     | ۲    | ۵      | ۴        | ۱+       | ۶      |               |
| ۳    | سن مارینو | ۴    | ۰   | ۰     | ۴    | ۰      | ۹        | ۹–       | ۰      |               |

## نمودار حذفی
تیم های ملی کرواسی، ایتالیا، هلند، اسپانیا به مرحله نیمه نهایی لیگ ملتهای  اروپا  ۲۳–۲۰۲۲ راه یافتند.
|  | نیمه نهایی   | نیمه نهایی |              |       | فینال | فینال |
|  |              |            |              |       |       |       |
|  | ۱۴ ژوئن ۲۰۲۳ |            |              |       |       |       |
|  |              |            |              |       |       |       |
|  | هلند         | ۲          |              |       |       |       |
|  | هلند         | ۲          | ۱۸ ژوئن ۲۰۲۳ |       |       |       |
|  | کرواسی       | ۴          |              |       |       |       |
|  | کرواسی       | ۴          | کرواسی       | ۰ (۴) |       |       |
|  | ۱۵ ژوئن ۲۰۲۳ |            | کرواسی       | ۰ (۴) |       |       |
|  |              | اسپانیا    | ۰ (۵)        |       |       |       |
|  | اسپانیا      | اسپانیا    | ۰ (۵)        | ۲     |       |       |
|  | اسپانیا      |            |              | ۲     |       |       |
|  | ایتالیا      | ۱          |              |       |       |       |
|  | ایتالیا      | ۱          | رده‌بندی      |       |       |       |
|  |              |            |              |       |       |       |
|  | ۱۸ ژوئن ۲۰۲۳ |            |              |       |       |       |
|  |              |            |              |       |       |       |
|  | هلند         | ۲          |              |       |       |       |
|  | هلند         | ۲          |              |       |       |       |
|  | ایتالیا      | ۳          |              |       |       |       |

## فینال
| کرواسی | (۴) ۰–۰ (۵) | اسپانیا |
| ------ | ----------- | ------- |
|        |             |         |